# MEIS & MAAS
MEIS & MAAS, eerder Juniorpress en  JP Publishing, is een Nederlandse uitgeverij die in 1973 te Bussum samen met Centripress werd opgericht door Rob Spijkstra. Het bedrijf is gespecialiseerd in de uitgave van magazines, activity boeken, specials en agenda’s voor kinderen en jongeren. In 1977 verscheen een reeks sprookjesboeken bij de uitgeverij, die toen nog Junior Press B.V. heette.
Tussen 1979 en 2007 publiceerde Juniorpress strips van Marvel Comics in het Nederlands. De eindredacteur van deze publicaties was Ans Loos. Vertalers waren onder meer Ger Apeldoorn, Olav Beemer, Peter de Bruin, Jan de Rooij, Siebe Snoeren en Joost Timp. Onder de naam Baldakijn Boeken gaf Juniorpress in de jaren tachtig en negentig strips van DC Comics uit. Latere DC-uitgaven verschenen evenals de Marvel Comics onder de naam Juniorpress. In 2007 werden de rechten voor publicatie van Marvelstrips in Nederland overgenomen door Z-Press.
In 2014 werd de naam gewijzigd van 'Juniorpress' in 'JP Publishing' en in 2016 werd het MEIS & MAAS. De uitgaven van MEIS & MAAS zijn vaak te krijgen op plaatsen waar tijdschriften of speelgoed wordt verkocht. Het bedrijf geeft de bladen Lego, Lego Friends, Barbie Magazine, Monster High en Knutselkunst & Co uit.

## Uitgaven
Bij de uitgeverij zijn meer dan honderd verschillende uitgaven van superheldenstrips verschenen. Vaak gaat het daarbij om eenmalige uitgaven of kortlopende reeksen, maar een aantal series bleef lang bestaan en bereikte soms meer dan 100 nummers. Enkele reeksen van Juniorpress waren:
- Bamse tot nummer 89 (1978-1987)
- John Carter tot nummer 14 (1978-1979)
- De spectaculaire Spiderman tot nummer 196 (1979-1995)
- Tarzan tot nummer 67 (1979-1981)
- Stan Laurel en Olivier Hardy tot nummer 57 (1979-1983)
- De zoon van Tarzan tot nummer 44 (1979-1983)
- De verbijsterende Hulk tot nummer 39 (1979-1983)
- Fantastic Four tot nummer 36 (1979-1982)
- De Vergelders tot nummer 10 (1979-1980)
- De Verdedigers tot nummer 56 (1980-1985)
- Rawhide Kid tot nummer 19 (1980-1982)
- De She-Hulk tot nummer 12 (1980-1982)
- Marvel Super-Helden tot nummer 78 (1981-1999)
- Tarzan Special  tot nummer 42 (1981-1985)
- Marvel Special tot nummer 18 (1981-1983)
- Star Wars tot nummer 24 (1982-1984)
- Spiderwoman tot nummer 19 (1982-1983)
- De X-mannen tot nummer 296 (1983-2007)
- Junior Press TV-strip tot nummer 123 (1983-1999)
- Peter Parker - De spektakulaire Spiderman tot nummer 150 (1983-1995)
- De Vergelders Special tot nummer 57 (1983-1996)
- Fantastic Four Special tot nummer 57 (1983-1996)
- De verbijsterende Hulk Special tot nummer 32 (1983-1990)
- De spektakulaire Spiderman Extra tot nummer 20 (1983-1988)
- Star Wars Special tot nummer 18 (1984-1988)
- Geheime oorlogen tot nummer 9 (1984-1985)
- Web van Spiderman tot nummer 110 (1985-1995)
- De Transformers tot nummer 32 (1985-1991)
- Conan de Barbaar Special tot nummer 27 (1985-1991)
- Geheime oorlogen II tot nummer 8 (1985-1986)
- De Tovenaar van Oz tot nummer 12 (1986-1988)
- G.I. Joe: Speciale opdracht tot nummer 19 (1987-1990)
- Cloak en Dagger tot nummer 12 (1987-1988)
- Spiderman Klassiek tot nummer 11 (1989-1992)
- Wolverine tot nummer 89 (1990-2006)
- De Punisher tot nummer 24 (1990-1995)
- Spider-Man Special tot nummer 41 (1991-2003)
- Zorro tot nummer 6 (1991-1992)
- De X-mannen Special tot nummer 50 (1992-2003)
- Spiderman tot nummer 135 (1996-2007)
- Spawn tot nummer 64 (1996-2007)
- Witchblade tot nummer 31 (1996-2002)
- Gen 13 tot nummer 24 (1996-1999)
- Generatie X tot nummer 16 (1996-1998)
- The Darkness tot nummer 21 (1997-2001)

### Baldakijn comics
De comicreeksen van DC die in het Nederlands werden uitgegeven bij Baldakijn waren:
- Batman tot nummer 77 (1984-1996)
- Superman tot nummer 118 (1984-1996)
- Sgt. Rock Special tot nummer 4 (1984-1985)
- De New Teen Titans tot nummer 20 (1985-1988)
- Atari Force tot nummer 10 (1985-1987)